# Horton in Ribblesdale
Horton in Ribblesdale – wieś i civil parish w Anglii, w hrabstwie North Yorkshire, w dystrykcie (unitary authority) North Yorkshire, w dystrykcie Craven. Leży 83 km na zachód od miasta York i 328 km na północny zachód od Londynu. W 2011 roku civil parish liczyła 428 mieszkańców. Horton in Ribblesdale jest wspomniana w Domesday Book (1086) jako Hortune.